# Bernard Bottet
Pour les articles homonymes, voir Bottet.
Bernard Bottet, né à Maffliers le 16 août 1900 et mort en 1971, est un peintre et archéologue français.

## Biographie
Il se fait connaître en exposant en 1925 à la Galerie Armand Drouant, ce qui lui vaut un catalogue préfacé par Gus Bofa. Il expose aussi au Salon des indépendants. 
En parallèle, cousin d'Henri Breuil, Bottet mène plusieurs fouilles archéologiques dans les gravières de sa région natale et découvre divers objets préhistoriques qui sont conservés au musée de Préhistoire des gorges du Verdon. Il établit avec son fils Bertrand (1924-1994) une importante collection allant de l’art dit «  primitif  » (Afrique, Océanie, Amériques) aux antiquités asiatiques, européennes et méditerranéennes. Cette collection est dispersée entre 1989 et 2012 au cours de huit ventes publiques,
En 1926 il fouille entièrement le dolmen de la Pierre Plate et en 1946, il est le premier à fouiller le site de Baume Bonne.
Il est le frère de la peintre Madeleine Luka.

## Œuvres
- Les Fillettes au chien
- Le Goûter sur l'herbe
- La Partie de chasse
- Fillette à la poupée
- Le Jeu de grâces
- Promenade du dimanche
- La Cueillette des champignons
- La Belle au bois dormant